# الخوينق (دوعن)
'

تعديل مصدري - تعديل

الخوينق هي إحدى قرى عزلة صيف بمديرية دوعن التابعة لمحافظة حضرموت، بلغ تعداد سكانها 22 نسمة حسب تعداد اليمن لعام 2004.